# 棕溪镇
棕溪镇，是中华人民共和国陕西省安康市旬阳市下辖的一个乡镇级行政单位。

## 行政区划
棕溪镇下辖以下地区：
棕溪社区、杨河村、枣园村、长沙村、狮子岩村、华峡村、华坪村、康庄村、吕槽村、王家院子村、矾石村、展元村、瓦房村、红号村、黄土村、敖家河村、陈河村、隆家河村、车家坡村和姚家沟村。